# Institut Lumière

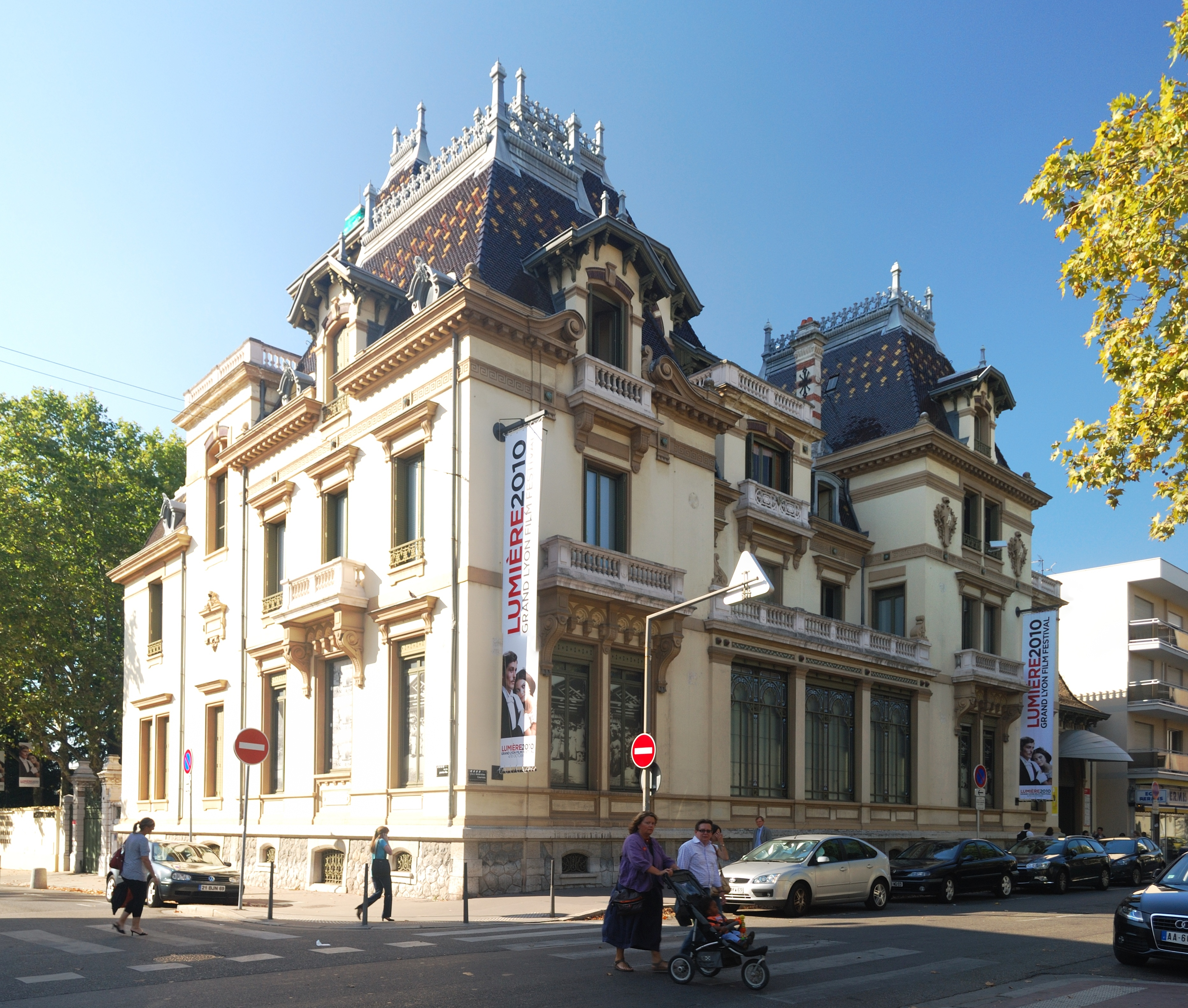
La villa Lumière à Lyon regroupe une salle de cinéma, un musée sur deux niveaux, un centre de documentation et des salles pédagogiques.

Pour les articles homonymes, voir Lumière (homonymie).
L'institut Lumière, dont le siège se situe à la villa Lumière à Lyon, est une association loi de 1901 créée à Lyon en 1982. Il consacre son activité à la diffusion et à la conservation du patrimoine cinématographique.

## Implantation
L'institut Lumière est installé à Lyon 8e dans le quartier de Monplaisir, au no 25 de la rue du Premier-Film.
Il possède depuis octobre 2023 :
- in situ trois salles de cinéma (la salle du Hangar du Premier-Film de 269 places, équipée de projecteurs 16 mm, 35 mm et numérique 4K[2], et deux salles au sous-sol de la villa Lumière de 70 et 64 fauteuils respectivement[3]) ;
- en complément dans la villa, un musée sur deux niveaux, un centre de documentation, des salles pédagogiques ;
- situés dans d'autres quartiers de la ville, une galerie photo et trois salles de cinéma d'art et essai.

Avant les travaux de janvier à octobre 2023, la villa disposait d'une seule salle de 98 places.
Le choix d'une implantation lyonnaise, au cœur de Monplaisir, rappelle que c'est ici que les frères Lumière ont conçu leur caméra Cinématographe, appareil qui a permis en 1895 la prise de vues et la projection de leur premier film, La Sortie de l'usine Lumière à Lyon. Décidé par la municipalité dès 1966, un premier projet de musée du cinéma est confié au docteur Paul Génard, important collectionneur de films et d'objets liés au septième art. Le musée devait s'installer dans les locaux de la société Lumière que la ville souhaitait acheter. Mais les héritiers Lumière ont préféré céder les installations au groupe Ilford Photo, qui les revend finalement à la municipalité en 1976.

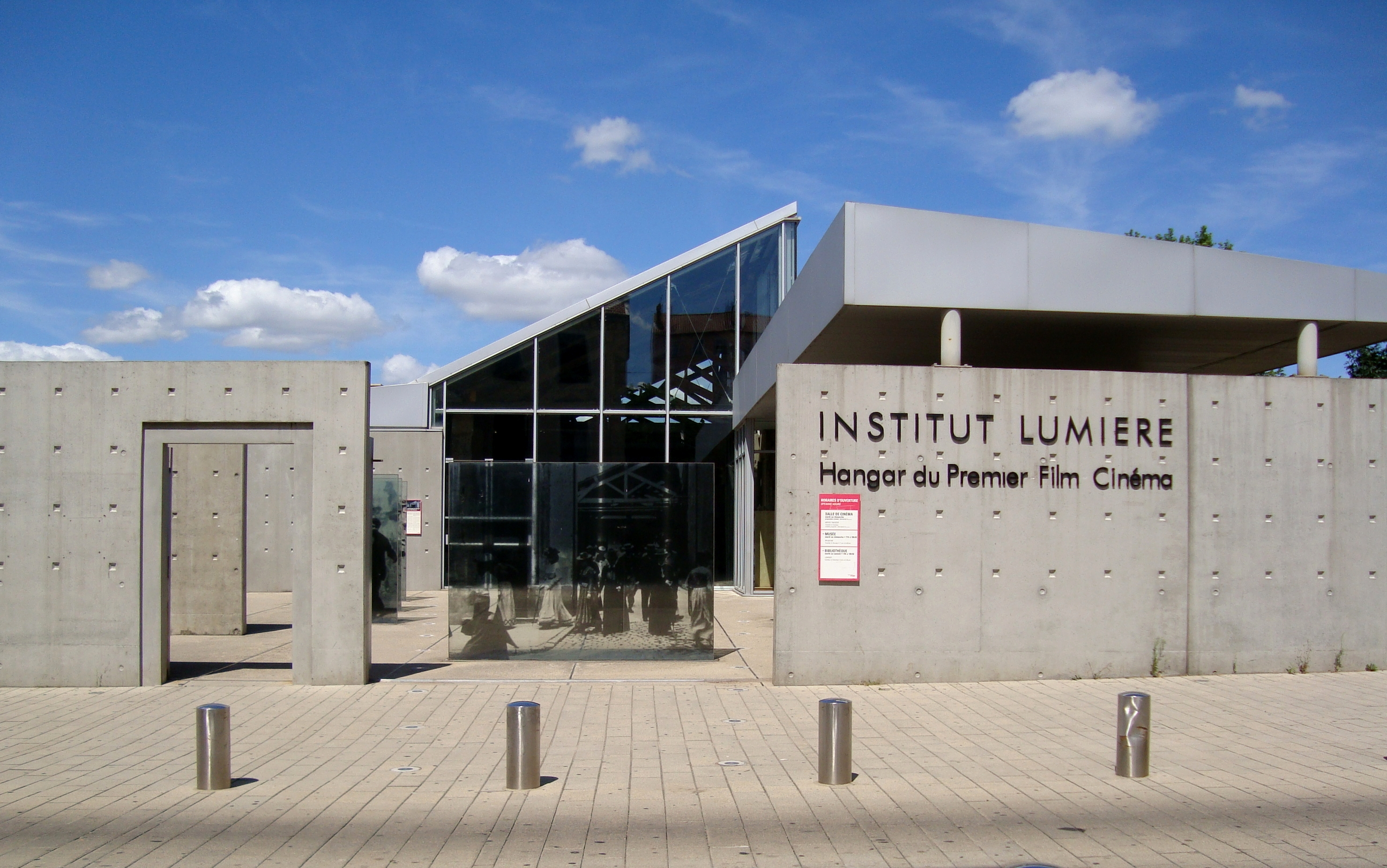
Le hangar du Premier-Film, dernier vestige de l'usine Lumière à Lyon, a été restauré en 1998.

De l'ancienne usine Lumière, presque entièrement détruite après l'acquisition par la ville, il ne reste qu'une partie du hangar, restauré pendant deux ans. L'institut s'y installe dès sa création, en 1982. En 1998, de nouveaux travaux sont programmés, avec notamment la création de la salle du hangar du Premier-Film. Le projet est confié à l'architecte Pierre Colboc et à l'architecte en chef des monuments historiques Didier Repellin, associés à l'agence dUCKS scéno pour la scénographie de la salle de cinéma et des espaces extérieurs.
Dans le parc de l'institut, un « mur des Cinéastes », visible côté rue, a été créé en 1982, qui est une version lyonnaise du Hollywood Walk of Fame de Los Angeles. Des plaques nominatives y attestent de la visite de l'institut par plusieurs centaines de personnalités du cinéma français ou mondial. Le mur a été restauré en août 2021.

## Organisation
L'institut est administré par le critique et historien Bernard Chardère, dirigé par Thierry Frémaux — également délégué général du Festival de Cannes — et présidé par l'actrice Irène Jacob depuis le 30 septembre 2021. Cette dernière a succédé au cinéaste Bertrand Tavernier, mort en mars de la même année,. 
Les deux missions de l'institut sont :
- la conservation du patrimoine cinématographique (films, livres, photos, affiches, appareils de cinéma et de pré-cinéma...) ;
- les activités artistiques de diffusion (projections de films, expositions, édition, formation...).

L'institut consacre son activité à la diffusion et à la conservation du patrimoine cinématographique mondial sous de nombreuses formes. Le fonds cinématographique Lumière est composé de 1 425 films originaux restaurés en 1998 par les Archives françaises du film du Centre national de la cinématographie. Ce patrimoine a été inscrit au registre mémoire du monde de l'UNESCO en 2005. Depuis 2014, une sélection de 130 films Lumière ont été restaurés en numérique 4K par les laboratoires Eclair en France et Il cinema ritrovato à Bologne en Italie. 
Depuis 2009, l'institut organise le Festival Lumière, qui se déroule au mois d'octobre dans les salles de cinéma de Lyon et de sa métropole,. Pendant ce festival, plus de 200 films sont proposés au public et le prix Lumière est remis à un cinéaste pour l'ensemble de son œuvre. L'institut est aussi propriétaire de trois cinémas d'art et essai.

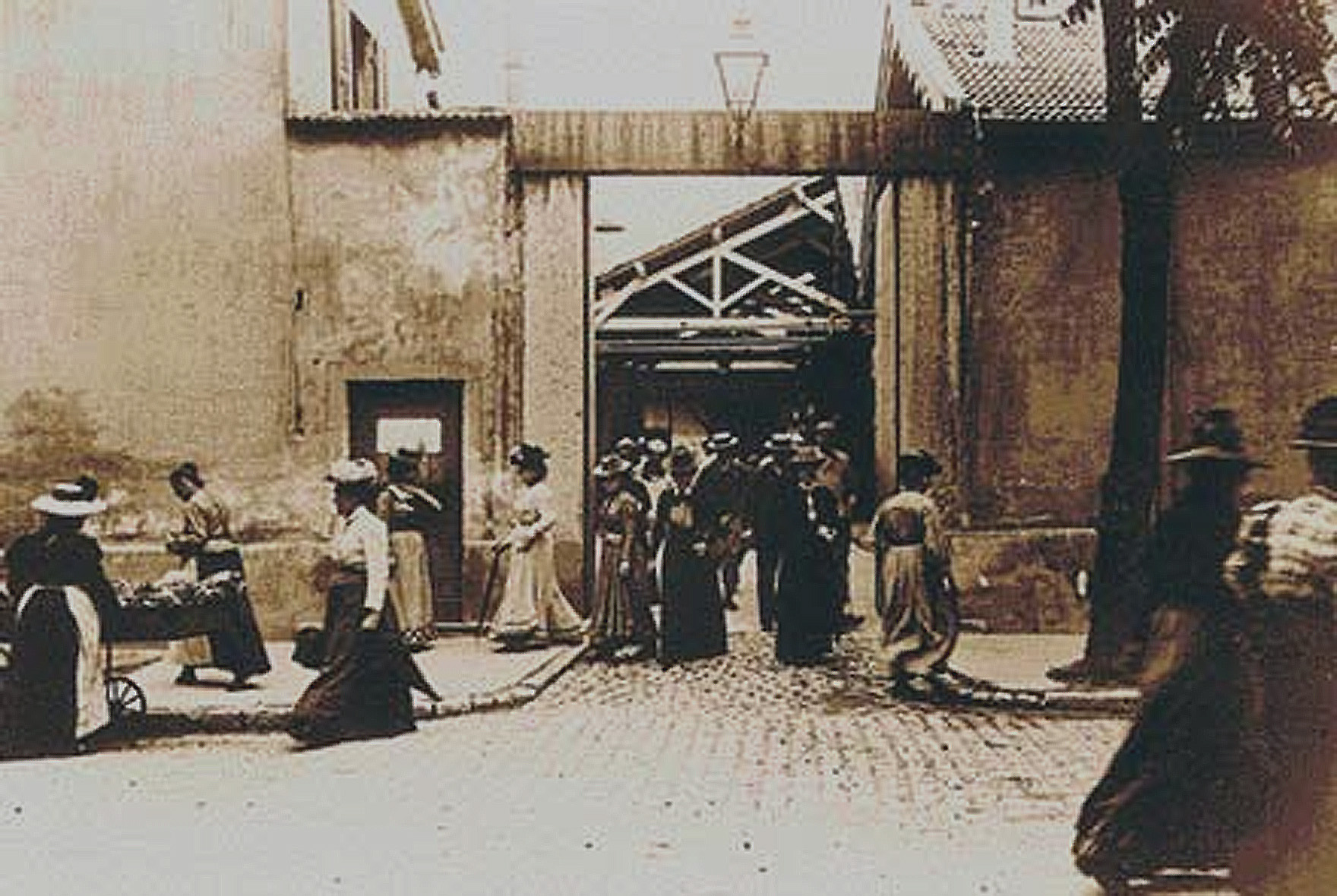
La Sortie de l'usine Lumière à Lyon, photogramme extrait de la dernière version de 1895, version endimanchée.

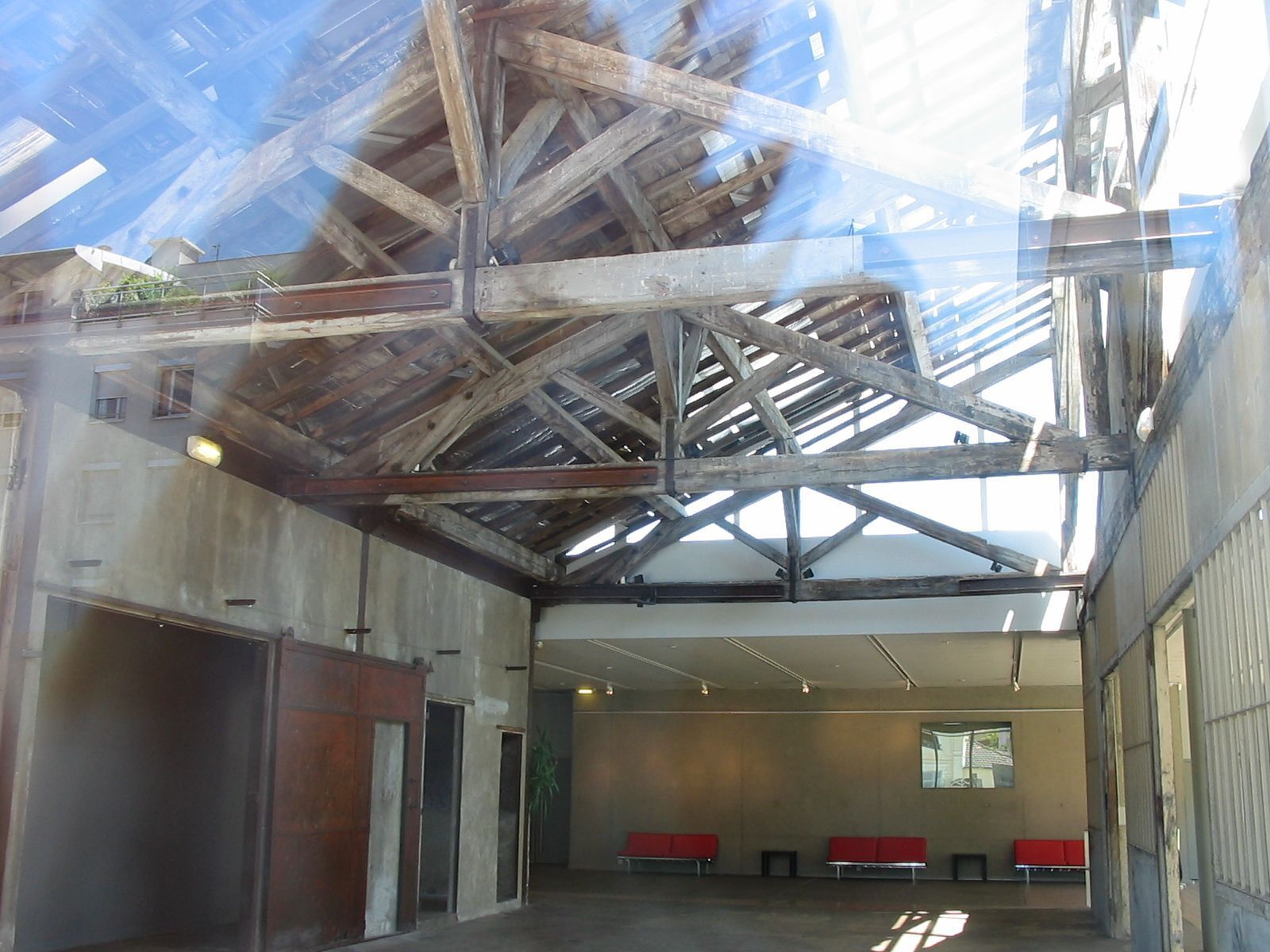
Vue actuelle de la charpente du Hangar du Premier-Film, également visible sur le photogramme ci-dessus.

## La programmation artistique

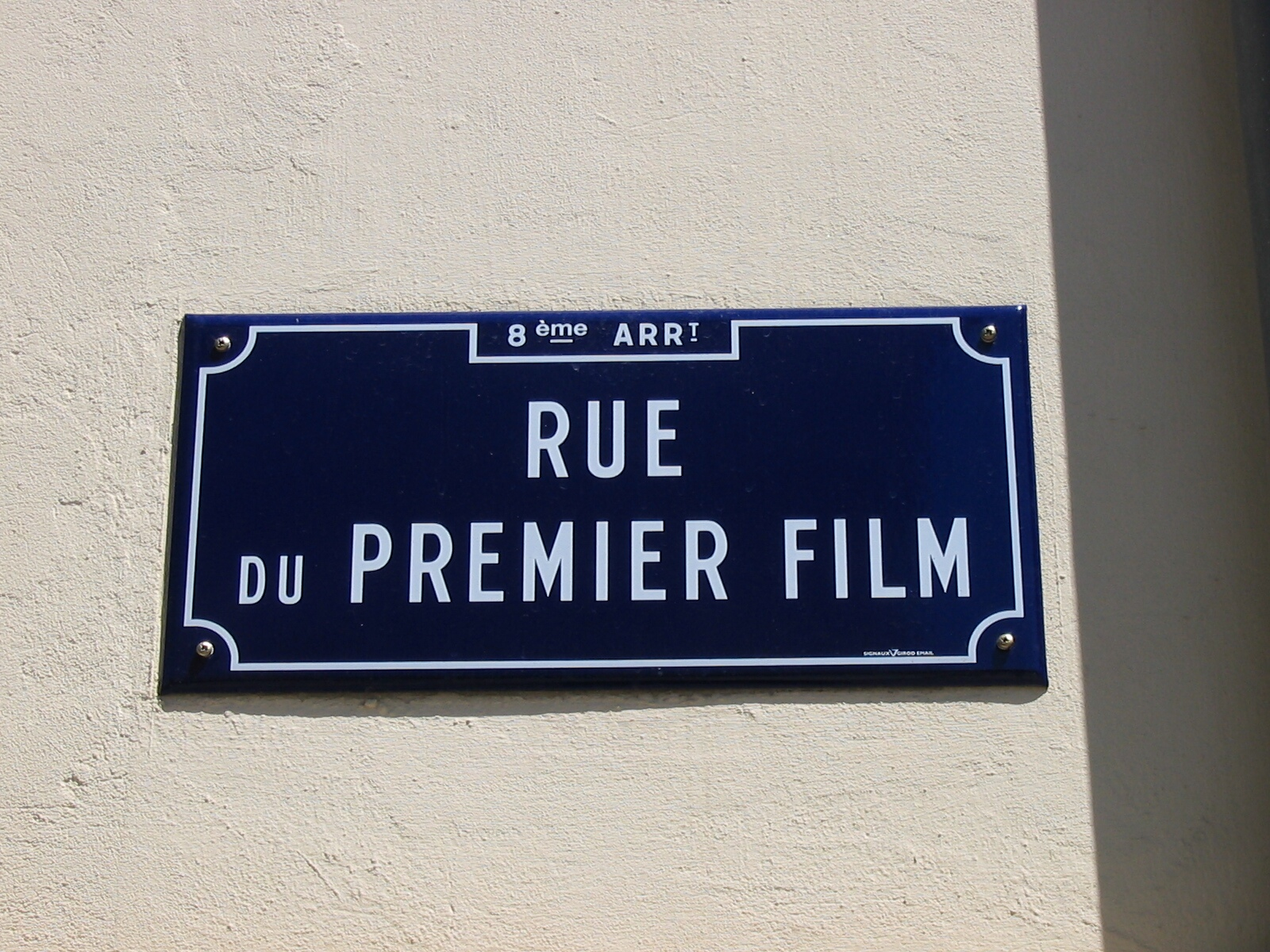
Plaque de la rue du Premier-Film.

Jusqu'en 2015, thématiques, rencontres, conférences historiques, avant-premières et festivals sont annoncés par le magazine de l'institut, intitulé Rue du Premier-Film.
L'institut propose des séances quotidiennes sur un grand écran de 13 mètres de base, dans la salle du hangar du Premier-Film. Chaque fauteuil de la salle porte une plaque sur l'accoudoir où est inscrit le nom d'un réalisateur célèbre.
De fin 2004 à 2013, un rendez-vous mensuel 16 mm, noir & blanc avait lieu dans la petite salle de la villa Lumière (sauf pour les quelques dernières projections). Il s'agissait de films issus des collections de l'institut Lumière et présentés par Raymond Chirat. La salle de la villa Lumière reste utilisée pour certains cycles et lors du Festival Lumière.
Chaque année, en juillet et août, l'institut propose L'Été en cinémascope, des projections gratuites en plein air de grands classiques du cinéma, place Ambroise-Courtois à Lyon. Les films étrangers sont présentés en version originale sous-titrée.

## Le musée Lumière

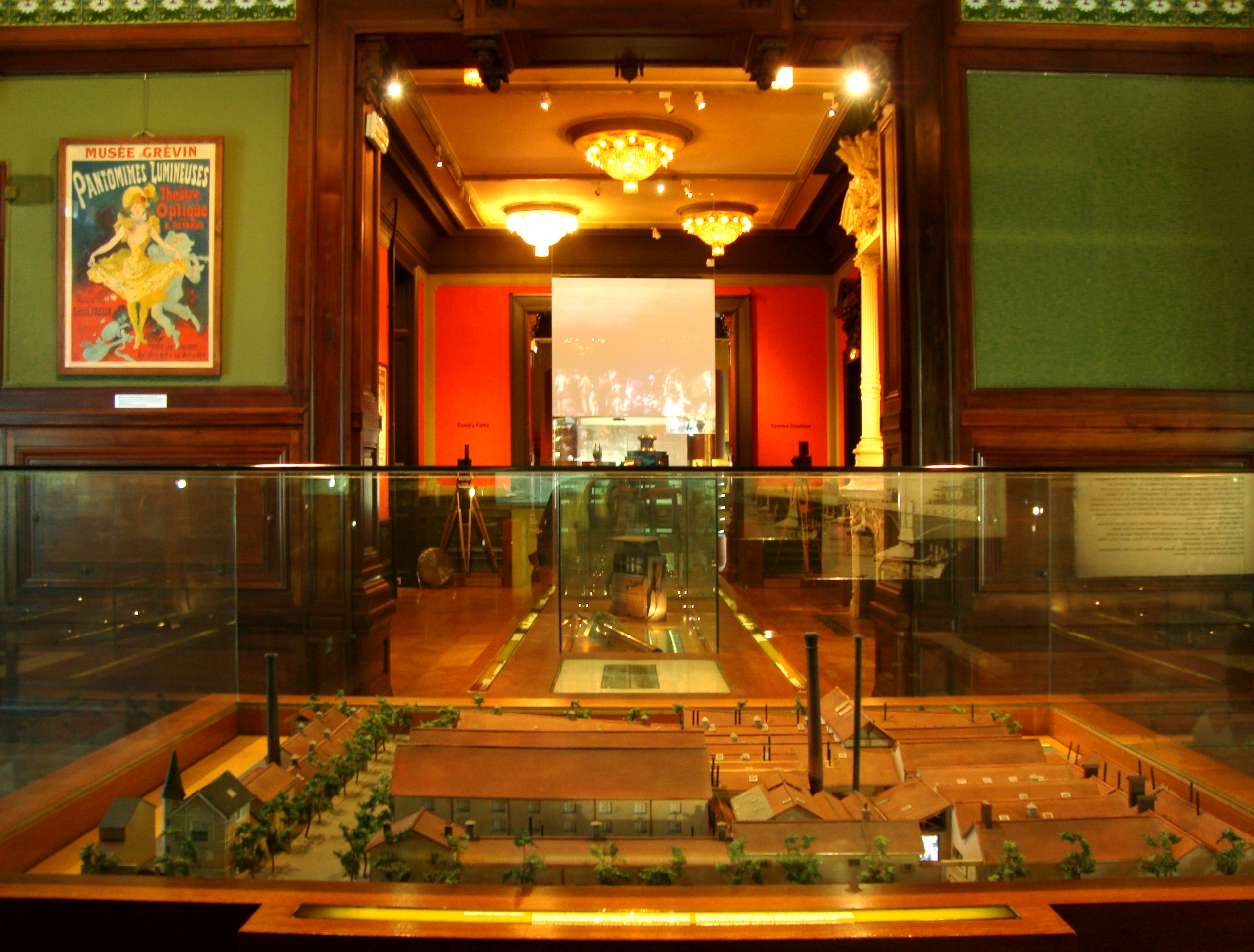
Maquette de l'usine des frères Lumière dans une salle du musée.

Le musée est installé dans la villa Lumière, maison de maître qu'Antoine Lumière, inspirateur de ses deux fils, fit construire de 1899 à 1902 sur la place de Monplaisir (actuellement place Ambroise-Courtois), non loin des locaux de la société Lumière. La villa Lumière est vendue une première fois en 1967 par les héritiers Lumière, en même temps que la société Lumière, au groupe Ilford Photo qui occupe les lieux jusqu'en 1976. L'usine et la villa sont alors revendues à la ville de Lyon. En 1978, après rénovation, s'y installe la Fondation nationale de la photographie (dissoute en 1993), puis c'est au tour de l'institut Lumière en 1982.
Le musée Lumière, créé principalement à partir de la collection du docteur Paul Génard et du fonds Lumière, permet de découvrir les inventions des deux frères, dont le Cinématographe — qui projette leurs premiers films le 28 décembre 1895 au Salon indien du Grand Café à Paris —, le Photorama, l'Autochrome, la plaque photographique dite Étiquette Bleue, la projection 3D et 75 mm, la Photostéréosynthèse et la main mécanique. Une salle de projection permanente, au premier étage, permet de visionner les films Lumière restaurés. Le hangar d'où proviennent les ouvrières et les ouvriers de La Sortie de l'usine Lumière à Lyon est accessible à la visite.

## Le centre de documentation Raymond-Chirat
Fondé par l'historien du cinéma Raymond Chirat, le centre de documentation est installé sur deux étages, au sommet de la villa Lumière, dans ce qui fut l'atelier de peinture d'Antoine Lumière, le père des deux frères. Il propose un ensemble de collections de livres, périodiques, scénarios et ouvrages techniques qui abordent le cinéma sous ses divers aspects.
En réseau avec d'autres bibliothèques spécialisées — Bibliothèque du film et cinémathèque de Toulouse — le centre de documentation est en accès libre et offre 22 places de lecture traditionnelle et 4 places de consultation informatique.
Depuis 1992, l'institut s'est associé à l'éditeur Actes Sud pour publier des livres sur l'histoire du cinéma.

## La galerie photo
L'institut propose des expositions temporaires consacrées aux liens entre la photographie et le cinéma dans deux galeries dédiées situées en Presqu'île, 3 rue de l'Arbre-Sec et à côté du café Lumière 22, rue du Premier-Film.

## Les cinémas Lumière
Les cinémas Lumière sont réseau de salles de cinéma d'art et d'essai créé par l'institut en 2014. Cette année-là, les cinémas La Fourmi, CNP Bellecour et CNP Terreaux sont rachetés et entièrement rénovés. En 2015, le Lumière Fourmi et le Lumière Bellecour ouvrent au public ; l'ouverture du Lumière Terreaux a lieu l'année suivante. Les trois cinémas regroupent un total de dix salles.

## Galerie de photos de l'institut

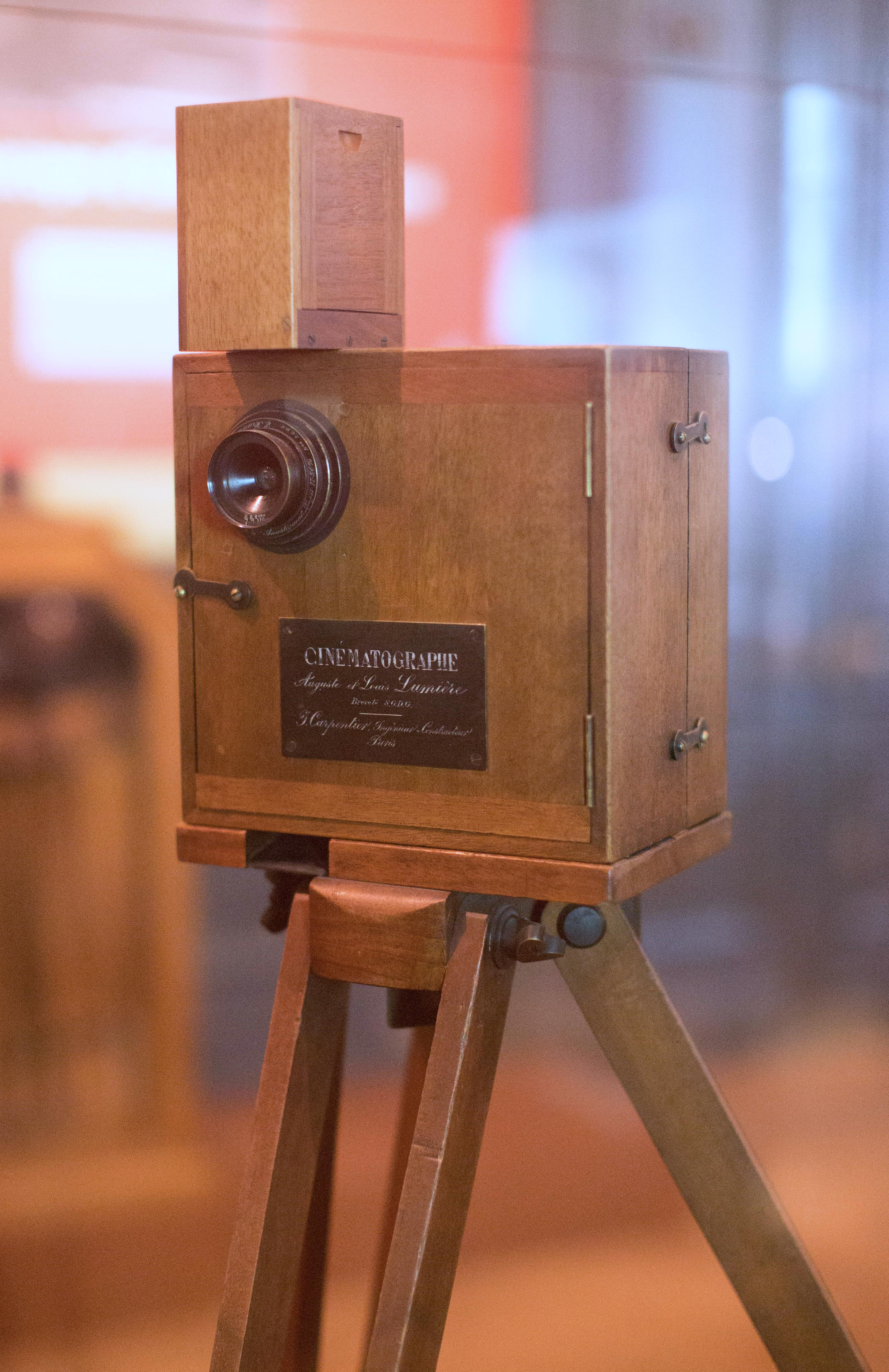
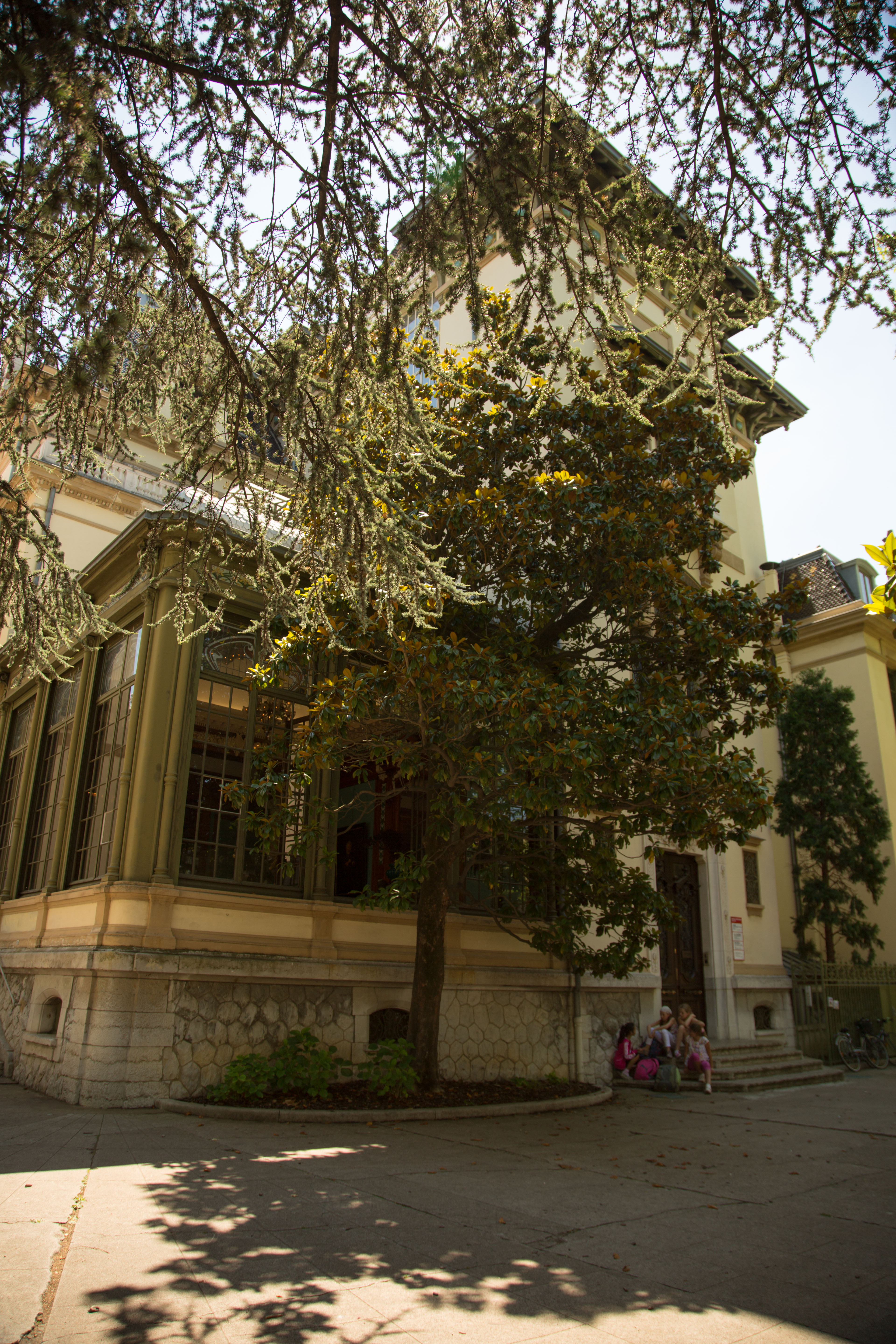
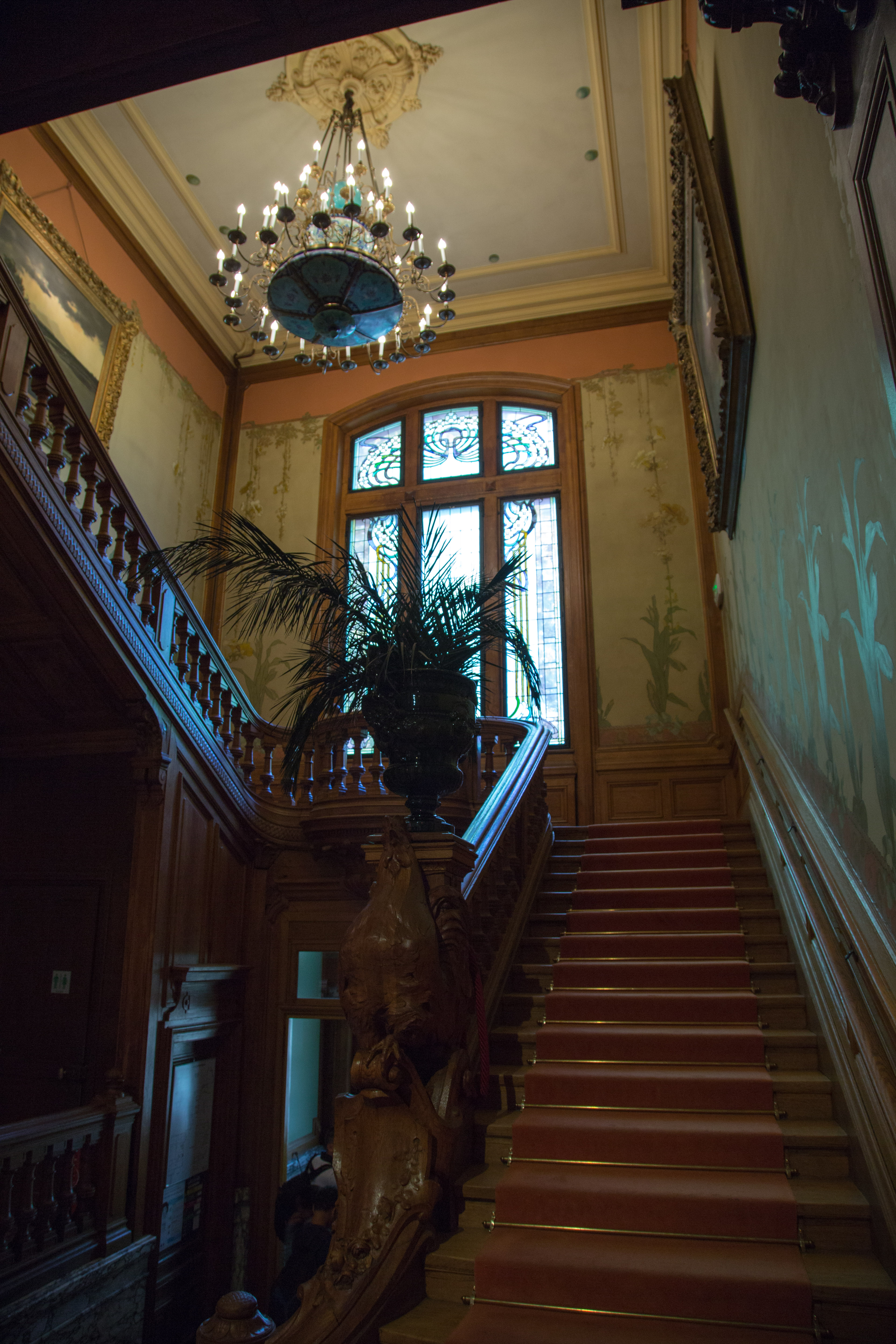
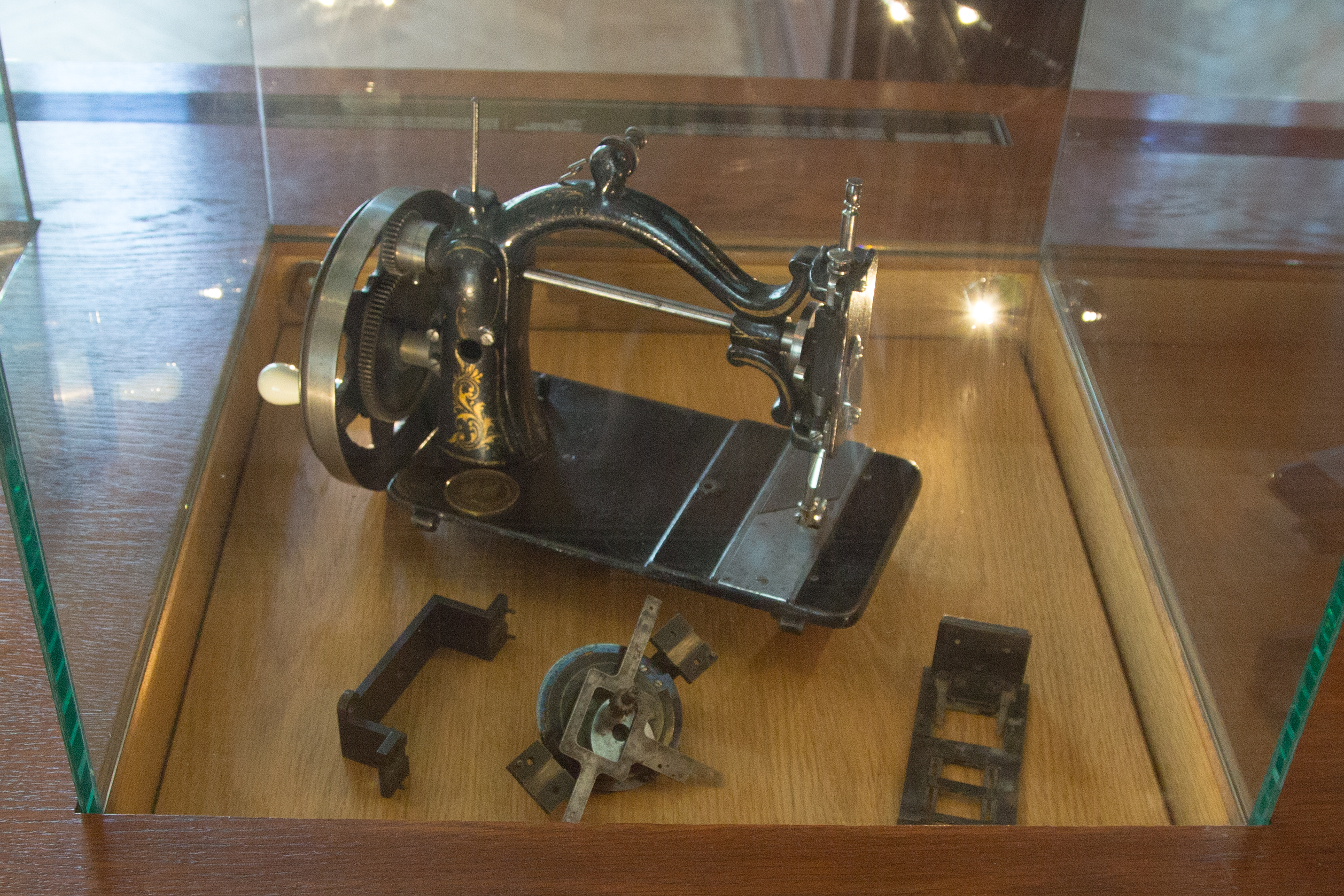
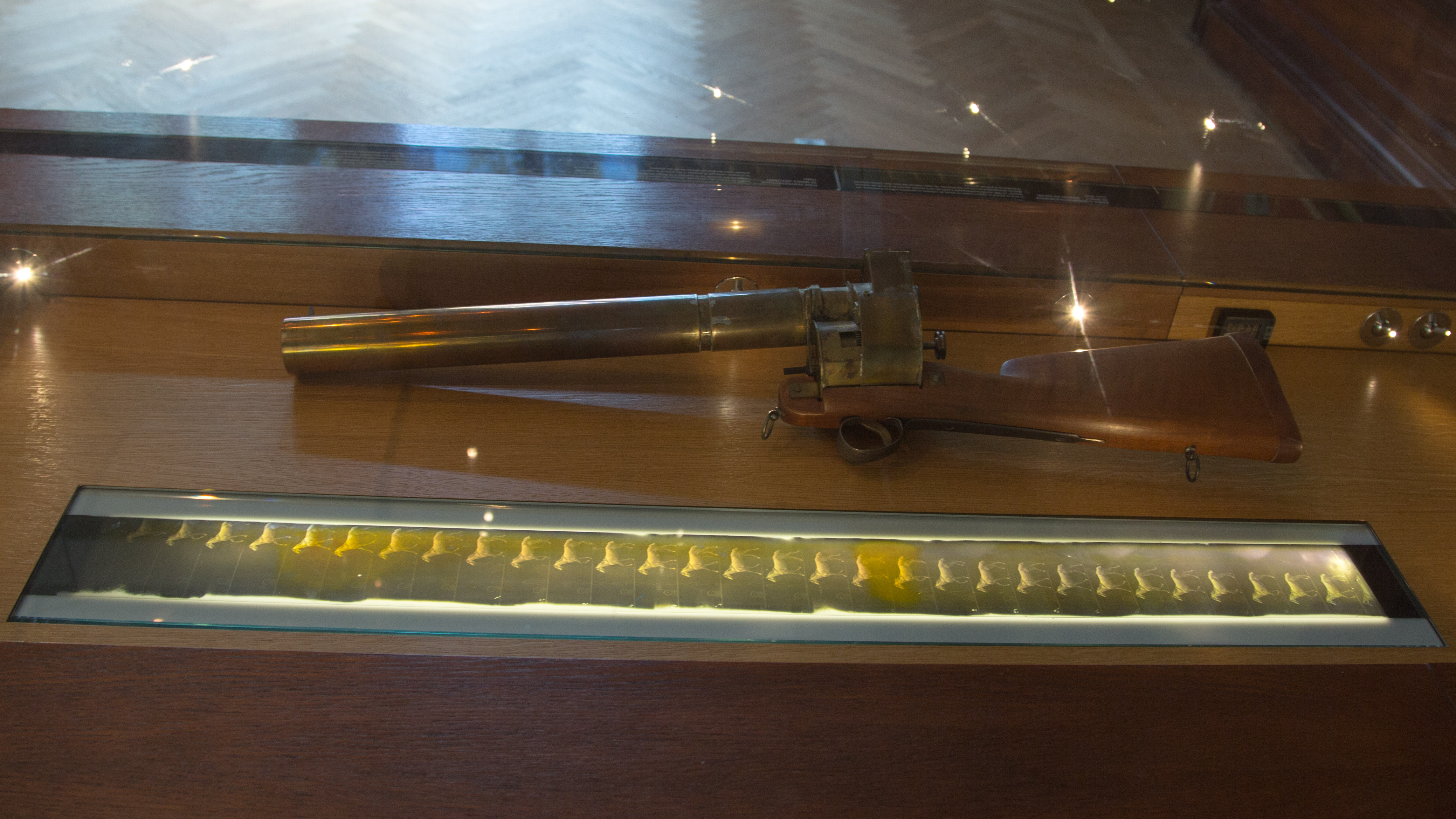
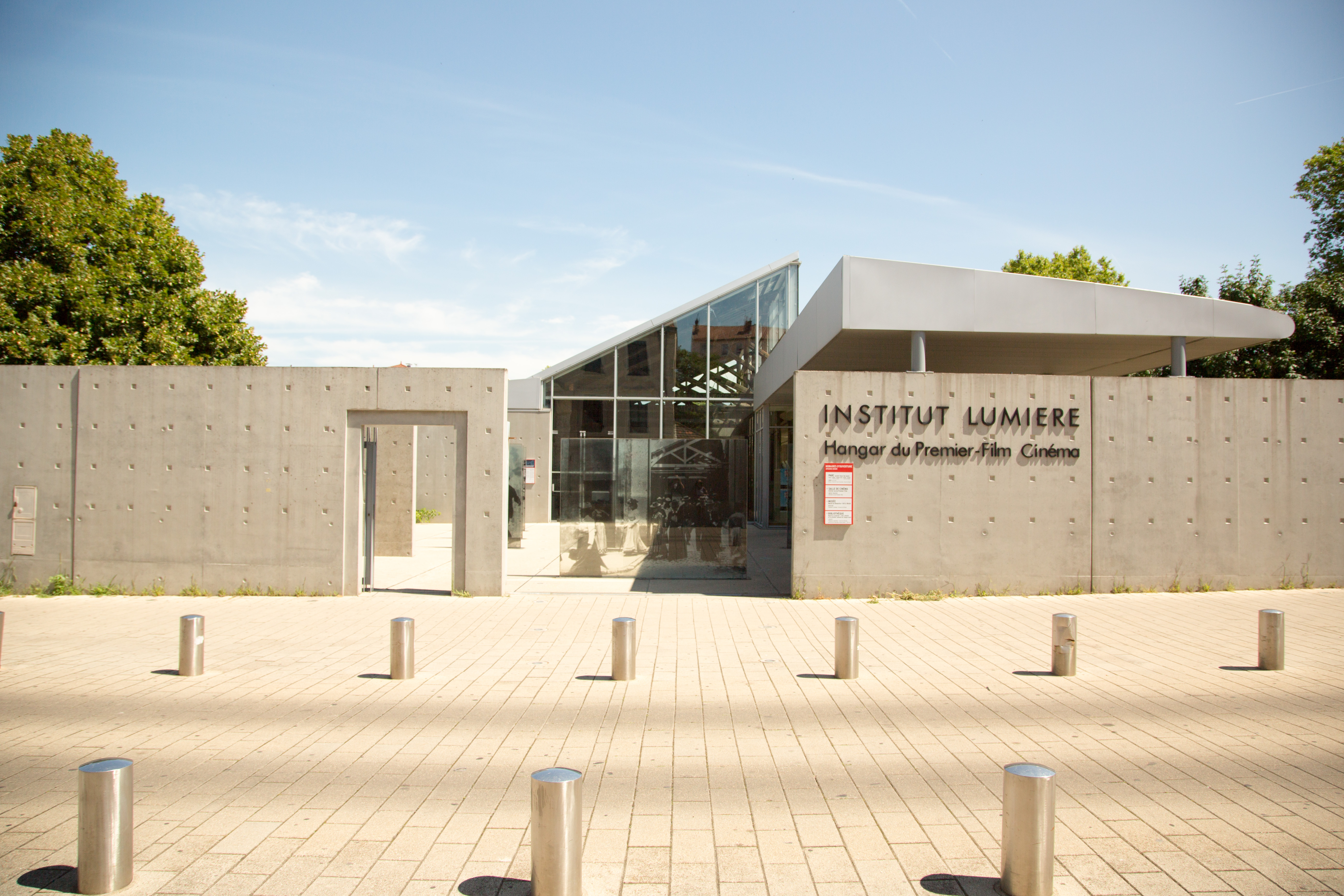
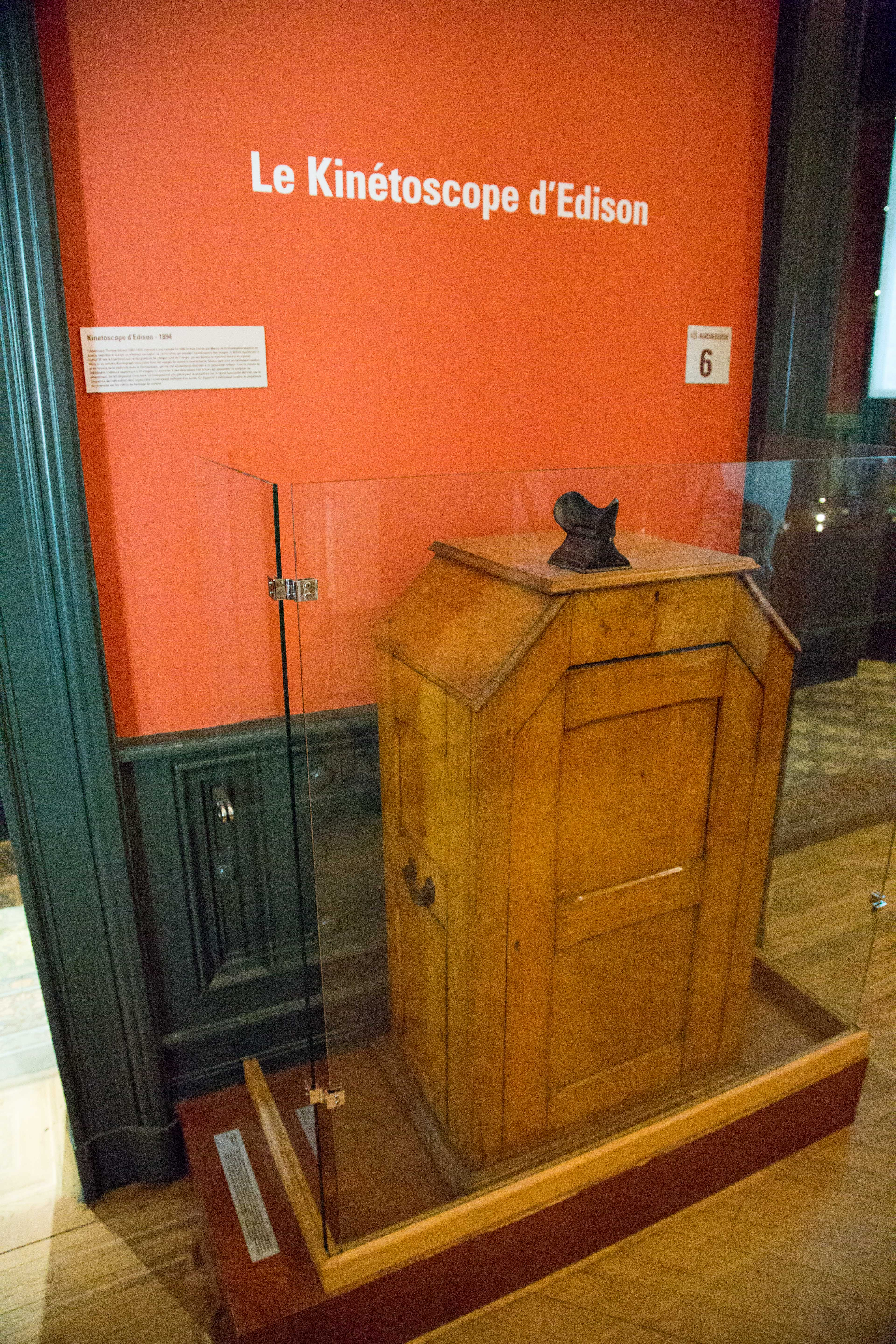
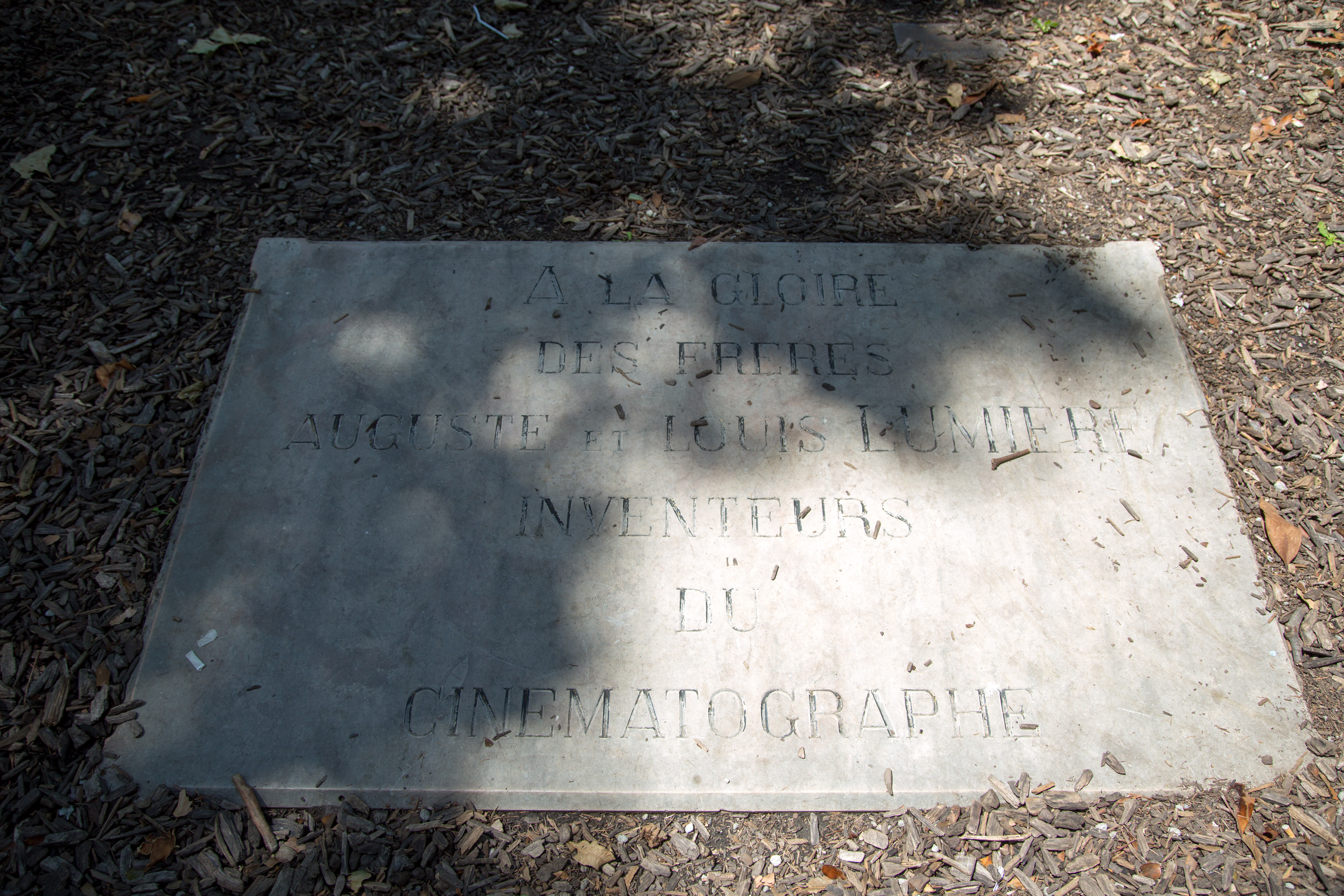
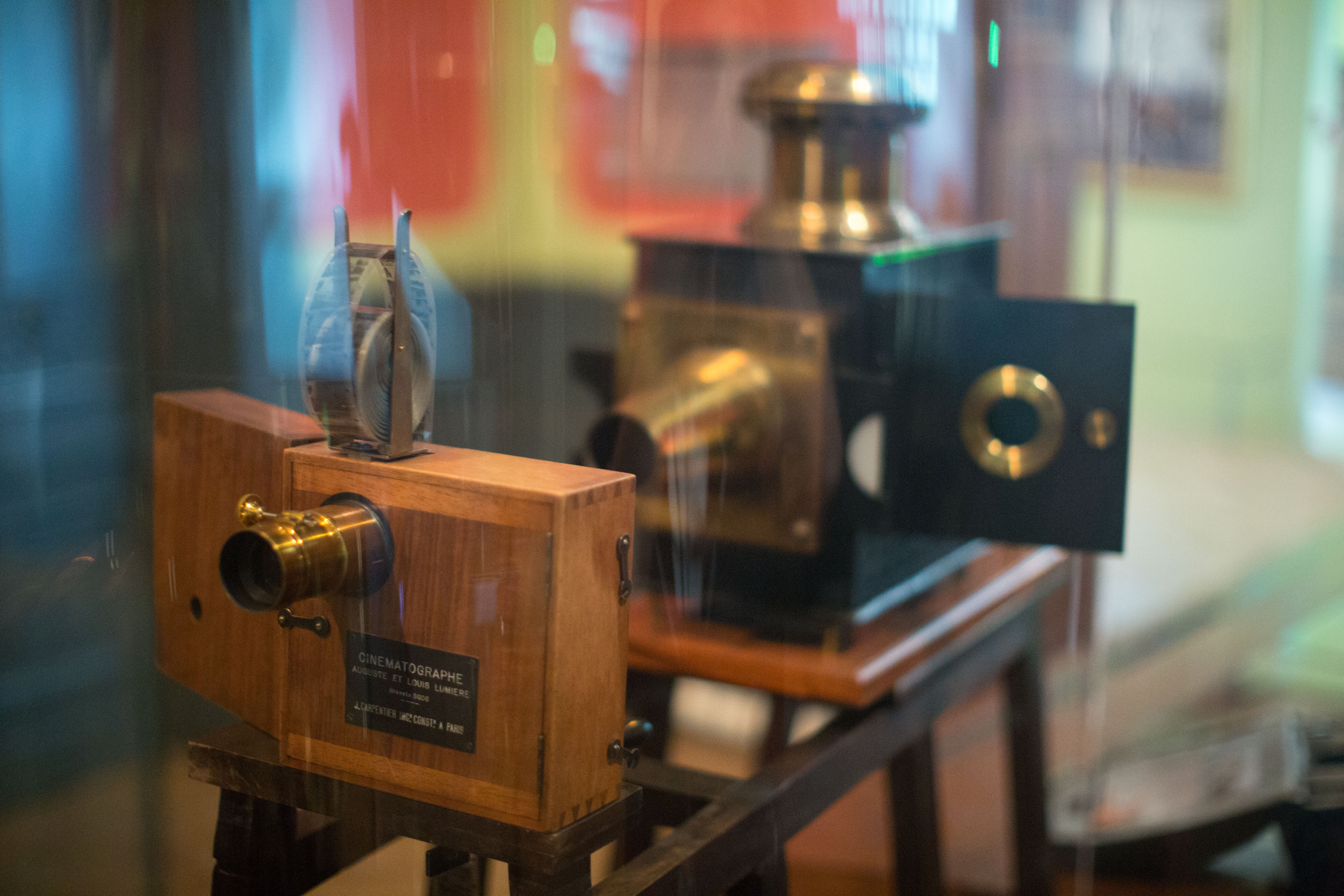
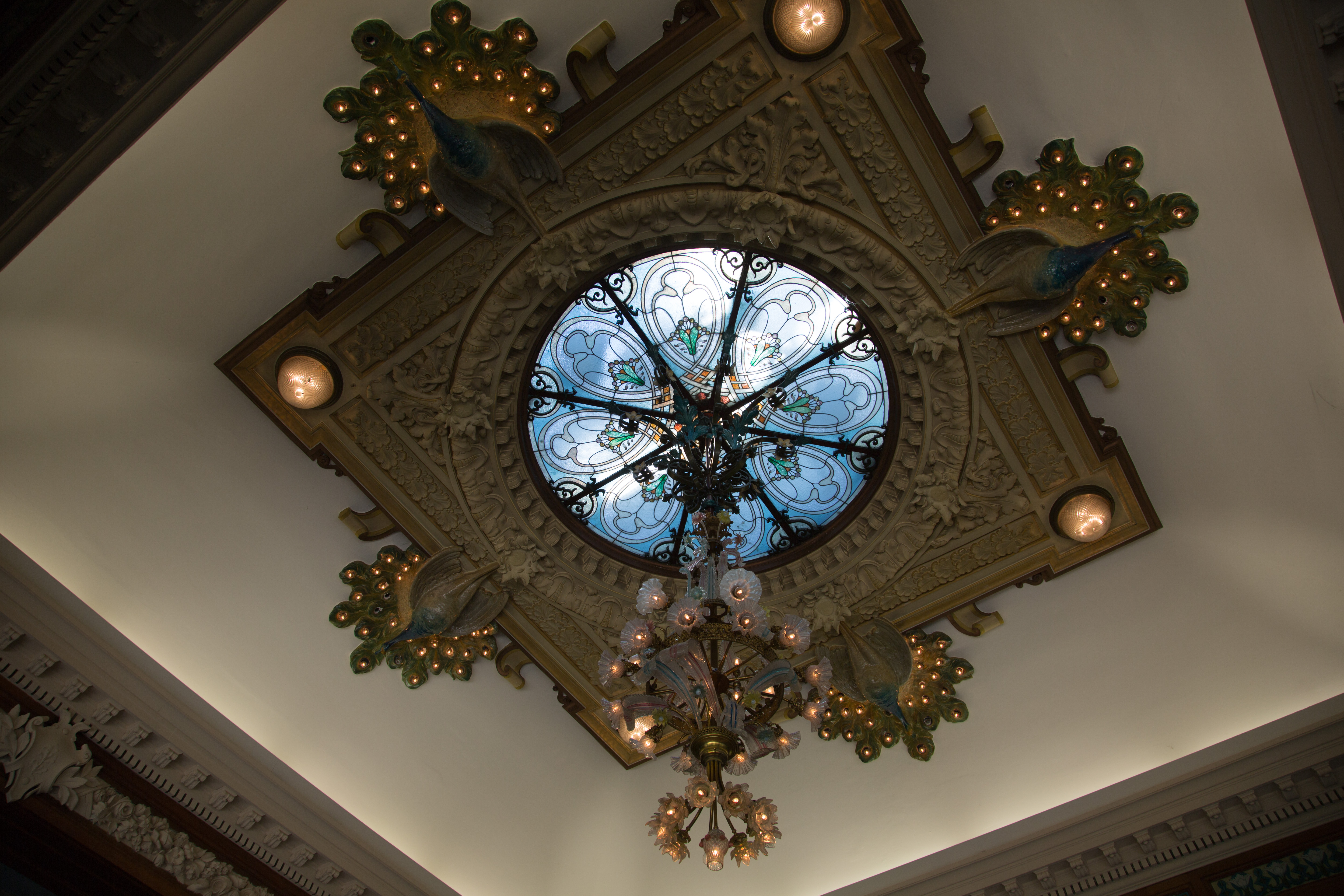